# Kusanagi (espada)
A "espada cortadora de grama" ([kusanagi-no-tsurugi] Erro: {{nihongo3}}: o texto tem marcação itálica (ajuda), 草薙の剣) é uma lendária espada japonesa e um dos três tesouros sagrados do Japão ([sanshu-no-jingi ou mikusa-no-kamudakara] Erro: {{nihongo3}}: o texto tem marcação itálica (ajuda), 三種の神器). Foi originalmente chamada de "espada celestial de juntar nuvens" (ame-no-murakumo-no-tsurugi, 天叢雲剣) mas seu nome foi posteriormente alterado para o atual. No folclore, a espada representa a virtude da coragem.

## Fábula

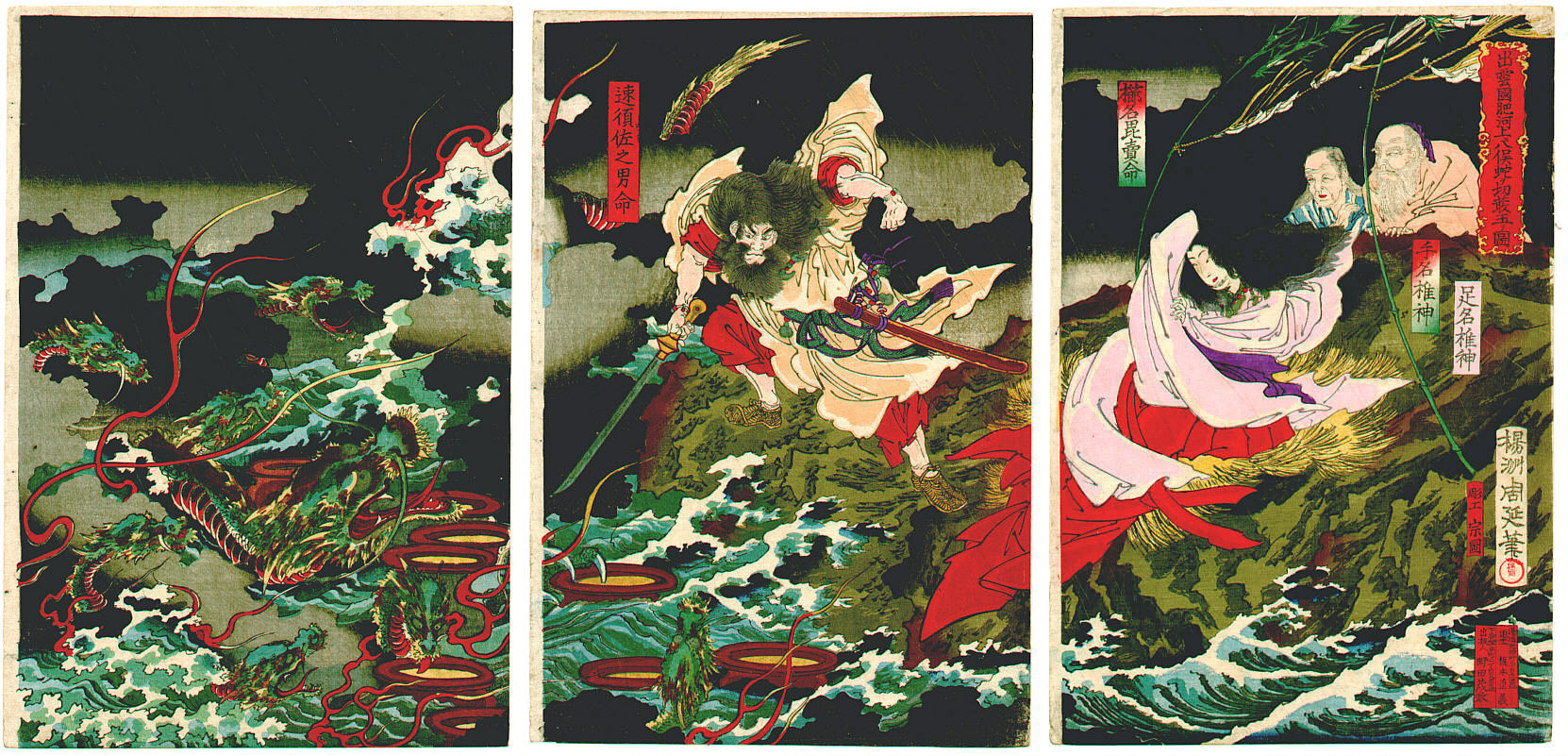
Susanoo massacra a ヤマタノオロチ, 八岐大蛇, 八俣遠呂智, 八俣遠呂知 ou simplesmente orochi, 大蛇 (yamata-no-orochi, serpente de oito cabeças).

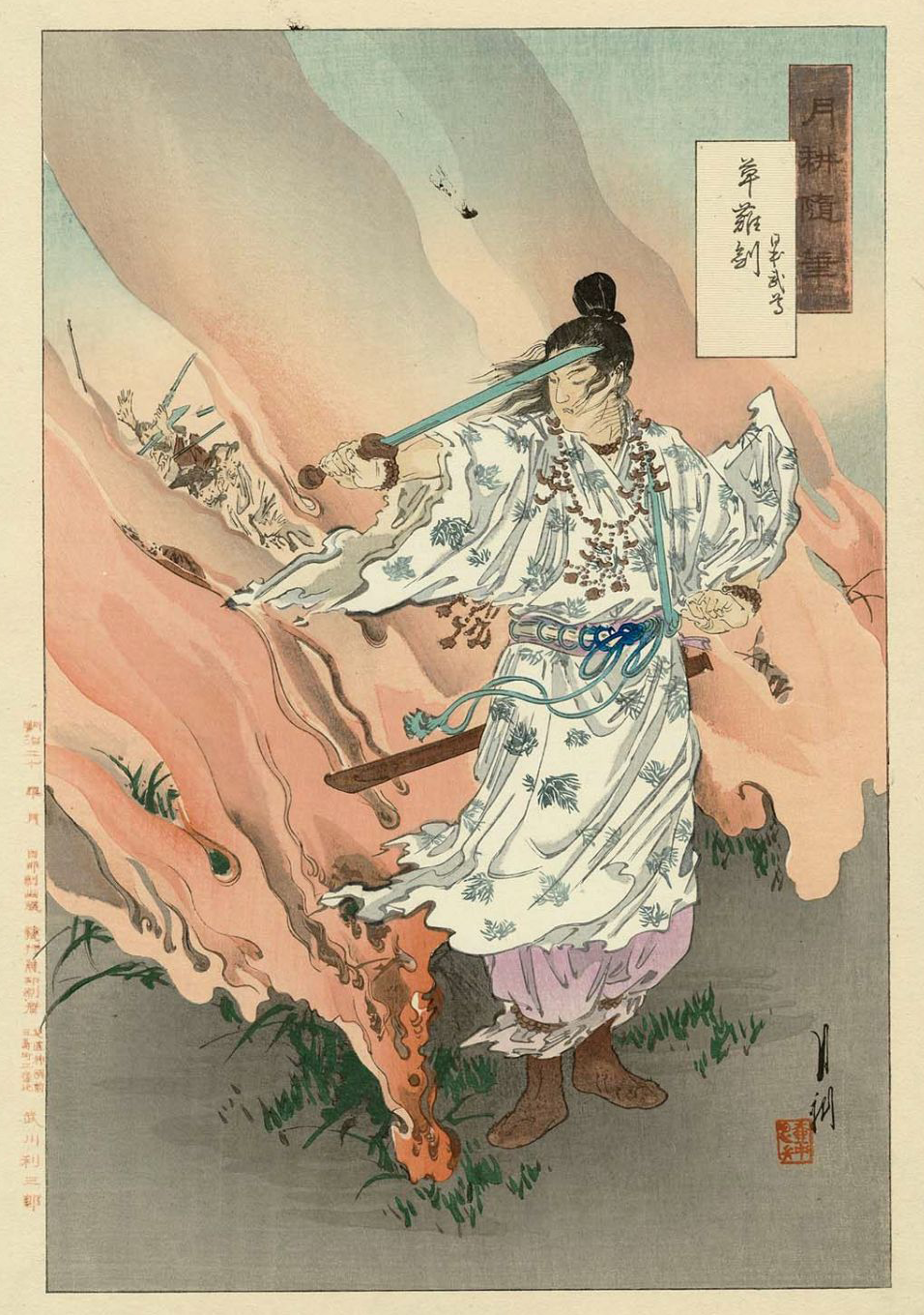
Príncipe ヤマトタケルノミコト, 倭建命, 日本武尊 (Yamato-Takeru-no-mikoto, Yamato Takeru) e sua ("espada cortadora de grama").

A história da "espada cortadora de grama" estende-se em fábula. De acordo com o registro de assuntos antigos (ou relato de assuntos antigos) ([Kojiki] Erro: {{nihongo3}}: o texto tem marcação itálica (ajuda), 古事記), o deus Susanoo encontrou uma família de "deuses da terra" ([kunitsukami] Erro: {{nihongo3}}: o texto tem marcação itálica (ajuda)), chefiada por Ashinazuchi (足名椎), enlutada na província de Izumo ([Izumo-no-kuni] Erro: {{nihongo3}}: o texto tem marcação itálica (ajuda), 出雲国). Quando Susanoo perguntou a Ashinazuchi, ele disse que sua família estava sendo aterrorizada pela temível "serpente de oito cabeças" de Koshi ([Koshi-no-kuni] Erro: {{nihongo3}}: o texto tem marcação itálica (ajuda), 越国), que havia consumido sete das oito filhas da família e que a criatura estava vindo para sua última filha, Kushinadahime (奇稲田姫). Susanoo investigou a criatura e, após um encontro abortado, ele voltou com um plano para derrotá-la. Em troca, ele pediu a mão de Kushinadahime em casamento, o que foi acordado. Transformando-a temporariamente em um pente (um intérprete lê esta seção como "usando um pente ele se transforma em, mascarado como, Kushinadahime") e escondendo-a em seus cabelos para ter sua companhia durante a batalha, detalhou seu plano em etapas.
Susanoo instruiu que oito tonéis de vinho de arroz, saquê ([sake] Erro: {{nihongo3}}: o texto tem marcação itálica (ajuda), 酒, 日本酒, 清酒), fossem preparados e colocados em plataformas individuais posicionadas atrás de uma cerca com oito portões. A grande serpente mordeu a isca e, para beber, enfiou cada uma de suas cabeças em cada portão. Com esta distração, Susanoo atacou e massacrou a serpente com sua espada worochi-no-aramasa (蛇之麁正). Cortando-lhe primeiramente cada cabeça e em seguida cada cauda, ele descobriu (na quarta cauda) uma grande espada dentro do corpo da serpente e chamou-a de "espada celestial de juntar nuvens". Susanoo apresentou a espada à deusa Amaterasu, como presente reconciliatório, para resolver antigas divergências.

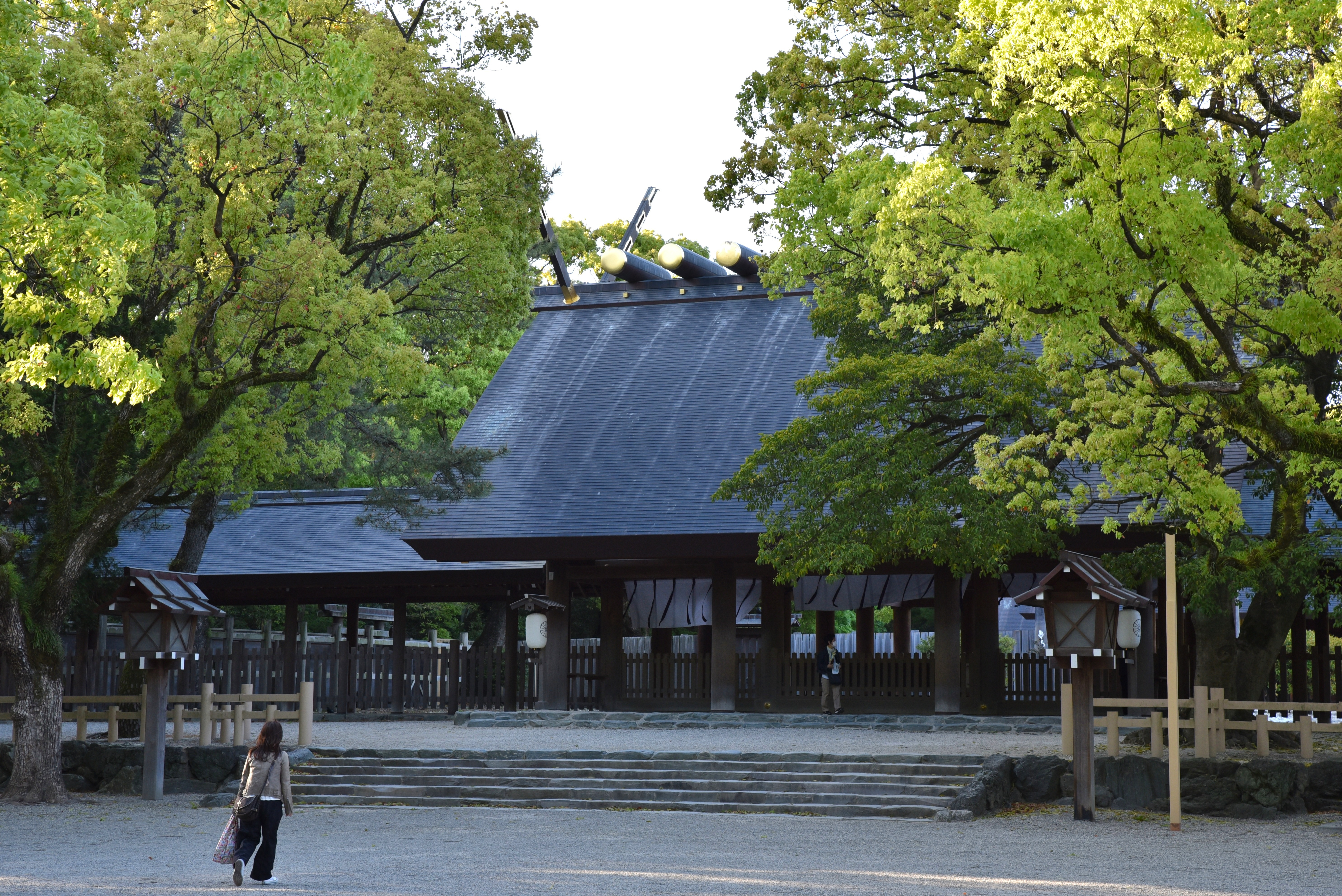
O 熱田神宮 (Atsuta-jingū, santuário de Atsuta) na 名古屋市 (Nagoya-shi, cidade de Nagoya) remonta a 100 E.C., durante o reinado do 景行天皇 (Keikō-tennō, imperador Keikō), e abriga a ("espada cortadora de grama").

Gerações mais tarde, durante o reinado do imperador Keikō, o 12º imperador lendário do Japão, a "espada celestial de juntar nuvens" foi dada ao grande guerreiro Yamato Takeru como parte de um par de presentes dados por sua 
tia Yamatohime-no-mikoto (倭比売命 ou 倭姫命), mais alta sacerdotisa de Amaterasu no santuário de Ise ([Ise-jingū] Erro: {{nihongo3}}: o texto tem marcação itálica (ajuda), 伊勢神宮), para protege-lo em tempos de perigo.
Esses presentes foram úteis quando Yamato Takeru foi atraído, por um senhor da guerra traiçoeiro, para um campo aberto durante uma expedição de caça. Com a intenção de gerar uma armadilha no campo para que Yamato Takeru morresse queimado, o senhor matou o cavalo do guerreiro para evitar sua fuga e lançou flechas de fogo para incendiar a grama. Desesperadamente, Yamato Takeru usou a "espada celestial de juntar nuvens" para cortar a grama e remover o combustível do fogo, mas ao fazer isso, ele descobriu que a espada lhe permitia controlar e fazer com que ele, o vento, se movesse na direção de seu movimento. Aproveitando esta magia, Yamato Takeru usou seu outro dom para aumentar o fogo na direção do senhor e seus homens e os ventos controlados pela espada para "varrer" o fogo em suas direções. Em triunfo, Yamato Takeru renomeou a espada para comemorar sua fuga e vitória. 

## Folclore
Embora a espada seja mencionada no registro de assuntos antigos, este livro é uma coleção de mitos japoneses e não é considerado um documento histórico. A primeira menção histórica confiável da espada está nas crônicas do Japão ([[[Nihon Shoki|Nihon-shoki]]] Erro: {{nihongo3}}: o texto tem marcação itálica (ajuda), 日本書紀). Embora as crônicas do Japão também contenham histórias mitológicas que não são consideradas história confiável, elas registram alguns eventos que foram contemporâneos ou quase contemporâneos à sua escrita e, essas seções do livro, são consideradas históricas. No livro das crônicas do Japão consta que em 688 a "espada cortadora de grama" foi acusada de causar a doença do imperador Tenmu ([Tenmu tennō] Erro: {{nihongo3}}: o texto tem marcação itálica (ajuda), 天武天皇), removida do palácio imperial e transferida para o santuário de Atsuta. Junto com a joia yasakani-no-magatama (八尺瓊勾玉, 八尺瓊曲玉 e 八坂瓊曲玉) e o espelho de oito palmos ([[[Yata no Kagami|yata-no-kagami]]] Erro: {{nihongo3}}: o texto tem marcação itálica (ajuda), 八咫鏡), é um dos três tesouros imperiais do Japão e representa a virtude da coragem.

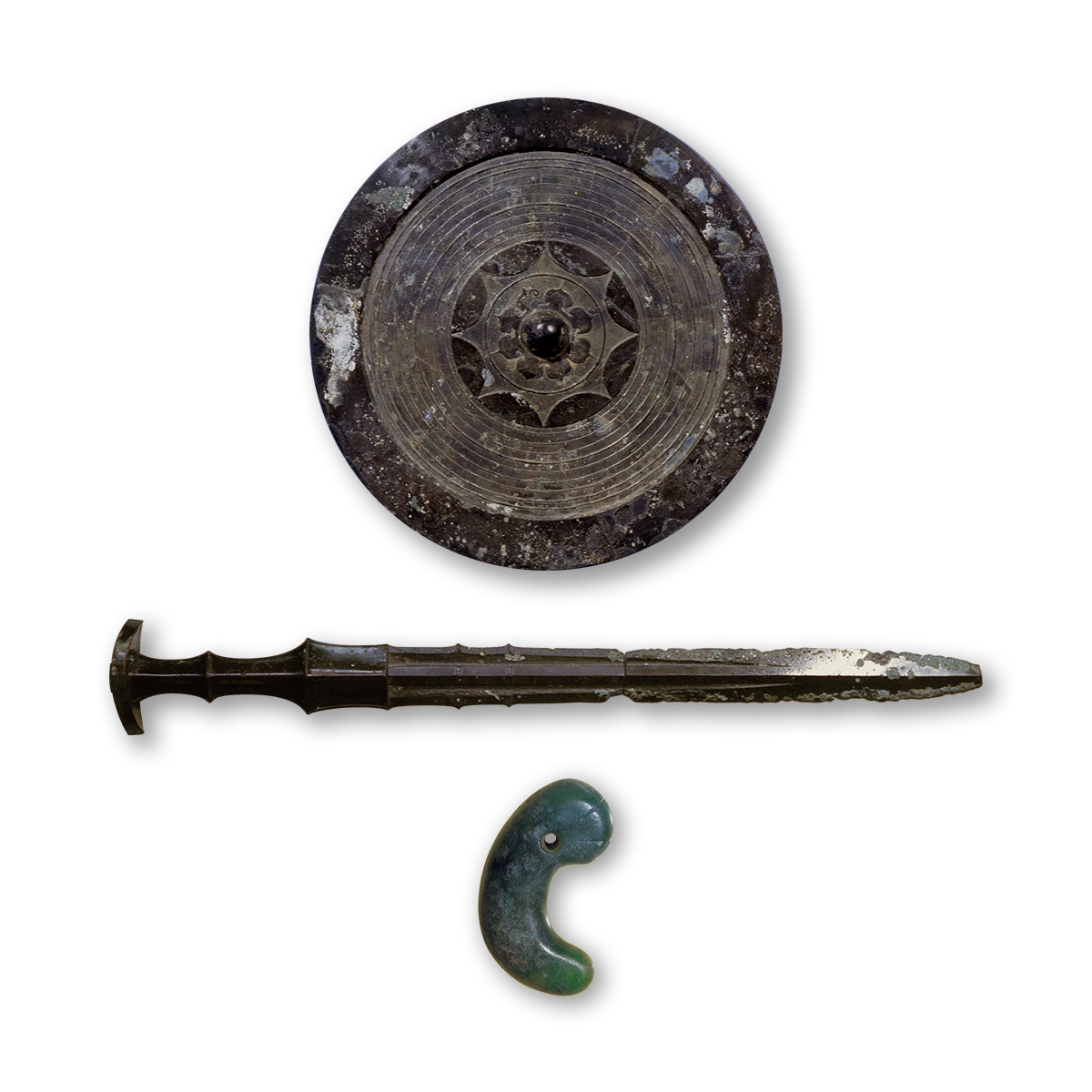
Impressão artística do (não visto) tesouro imperial do Japão.

A "espada cortadora de grama" é supostamente mantida no santuário de Atsuta, mas não está disponível para exibição pública. Durante o período Edo ([Edo jidai] Erro: {{nihongo3}}: o texto tem marcação itálica (ajuda), 江戸時代), enquanto realizava vários reparos e a manutenção do santuário, incluindo a substituição da caixa de madeira externa que abrigava a espada, o sacerdote xintoísta Matsuoka Masanao afirmou ter sido um dos vários sacerdotes que viram a espada. Segundo seu relato, "uma caixa de pedra estava dentro de uma caixa de madeira de 150 centímetros de comprimento (59 polegadas), com argila vermelha colocada na lacuna entre elas. Dentro da caixa de pedra havia um tronco oco de uma árvore de cânfora, atuando como outra caixa, com um interior forrado a ouro. Acima dela foi colocada uma espada. Argila vermelha também foi colocada entre a caixa de pedra e a "caixa" da árvore de cânfora. A espada tinha cerca de 82 centímetros de comprimento. A lâmina lembrava uma folha de cálamo. O meio da espada tinha uma empunhadura de cerca de 18 centímetros (7,1 polegadas) de espessura e sua aparência como de espinha de peixe. A espada testemunhada era feita em uma cor branca metálica e bem conservada. "Depois de testemunhar a espada, o grande sacerdote foi banido e os outros sacerdotes, exceto Matsuoka, morreram de doenças estranhas". O relato acima, portanto, vem do único sobrevivente, Matsuoka.
Em o conto da família Taira ([Heike-monogatari] Erro: {{nihongo3}}: o texto tem marcação itálica (ajuda), 平家物語), uma coleção de histórias orais transcritas em 1371, a espada é perdida no mar após a derrota da família Taira ([Heike] Erro: {{nihongo3}}: o texto tem marcação itálica (ajuda), 平家) na batalha de dan-no-ura ([dan-no-ura-no-tatakai] Erro: {{nihongo3}}: o texto tem marcação itálica (ajuda), 壇ノ浦の戦い), uma batalha naval que terminou com a derrota das forças da família Taira e o filho do imperador Antoku ([Antoku-tennō] Erro: {{nihongo3}}: o texto tem marcação itálica (ajuda), 安徳天皇) nas mãos de Minamoto-no-Yoshitsune (源 義経). No conto, ao saber da derrota da marinha, a avó do imperador, Taira-no-Tokiko, levou o imperador e sua comitiva ao suicídio, afogando-se nas águas do estreito com dois dos três tesouros imperiais: a joia sagrada e a espada. O espelho sagrado foi recuperado em uma situação muito difícil quando uma das damas de companhia estava prestes a pular com ele no mar. Embora se diga que a joia sagrada foi encontrada em sua urna flutuando nas ondas, a espada estava perdida para sempre. Mesmo sendo escrito sobre eventos históricos, o conto da família Taira é uma coleção de poesia épica transmitida oralmente e escrita quase 200 anos após os eventos reais, portanto, sua confiabilidade como um documento histórico é questionável.
Outra história afirma que a espada foi roubada novamente no sexto século por um monge de Silla. No entanto, seu navio supostamente afundou no mar, permitindo que a espada chegasse à costa de Ise (伊勢), onde foi recuperada por sacerdotes xintoístas.

## Situação atual
Como ninguém tem permissão para ver a espada devido à sua divindade e a tradição xintoísta, a forma e condição exatas da espada não foram confirmadas. O aparecimento mais recente da espada foi em 2019, quando o imperador Naruhito (徳仁) ascendeu ao trono. A espada, a joia yasakani-no-magatama, o selo privado do imperador (天皇御璽) e o selo do estado ([kokuji] Erro: {{nihongo3}}: o texto tem marcação itálica (ajuda), 国璽) estavam envoltos em pacotes.

## Outras espadas do imperador
Por causa de sua divindade, a "espada cortadora de grama" está sempre escondida, é colocada em uma caixa e guardada pelo camareiro no momento da cerimônia de entronização. No entanto, a espada japonesa erguida pelo camareiro do imperador, que pode ser vista em várias cerimônias imperiais, está sempre perto do imperador como um amuleto e é chamada de "espada do trono durante o dia" ([hi-no-omashi-no-gyoken] Erro: {{nihongo3}}: o texto tem marcação itálica (ajuda), 昼御座御剣). Essa espada mudou com o tempo e, no momento, dois tachis (太刀) feitos no período Kamakura (de 1185 à 1333) ([Kamakura jidai] Erro: {{nihongo3}}: o texto tem marcação itálica (ajuda), 鎌倉時代) pelos ferreiros Nagamitsu e Yukihira  desempenham o papel. Além dessas espadas, a família imperial possui muitas espadas, que são gerenciadas pela agência da casa imperial. Por exemplo, uma das "cinco "maiores" espadas sob o céu" ([tenka-goken] Erro: {{nihongo3}}: o texto tem marcação itálica (ajuda), 天下五剣), a Onimaru (鬼丸), é propriedade da família imperial. 

## A espada do príncipe herdeiro do Japão
O príncipe herdeiro japonês herdou duas tachis, a "espada que corta um vaso" ([tsubokiri-no-mitsurugi ou tsubokiri-no-gyoken] Erro: {{nihongo3}}: o texto tem marcação itálica (ajuda), 壺切御剣) e a "espada feita por Yukihira" ([Yukihira-gyoken] Erro: {{nihongo3}}: o texto tem marcação itálica (ajuda), 行平御剣). Enquanto, por causa de sua divindade, a "espada cortadora de grama" é proibida de ser vista e sempre mantida em uma caixa, a espada do príncipe herdeiro é usada pelo príncipe herdeiro com o traje tradicional sokutai (束帯) em uma cerimônia oficial da casa imperial.
A "espada que corta um vaso" é a espada mais importante do príncipe herdeiro e é dada pelo imperador, como prova oficial de príncipe herdeiro, após a cerimônia de sua posse. Sua origem é de que ela foi dada pelo imperador Uda ([Uda-tennō] Erro: {{nihongo3}}: o texto tem marcação itálica (ajuda), 宇多天皇) quando o imperador Daigo ([Daigo-tennō] Erro: {{nihongo3}}: o texto tem marcação itálica (ajuda), 醍醐天皇) se tornou príncipe herdeiro em 893. Atualmente, a "espada que corta um vaso" é a segunda geração e foi feita no final do  período Heian ([Heian-jidai] Erro: {{nihongo3}}: o texto tem marcação itálica (ajuda), 平安時代). A "espada feita por Yukihira" é uma tachi feita no período Kamakura por um ferreiro chamado Yukihira (行平). O príncipe herdeiro a herda do imperador antes de sua cerimônia de posse e a usa em vários eventos imperiais, exceto no festival Niiname-sai ([também lido como Shinjō-sai e Niiname-no-matsuri] Erro: {{nihongo3}}: o texto tem marcação itálica (ajuda), 新嘗祭). Essa "espada feita por Yukihira" é diferente da "espada do trono durante o dia" do imperador.